# MKS Zagłębie Lubin (håndbold)
MKS Zaglebie Lubin er en polsk håndboldklub, hjemmehørende i Lubin, Polen.

## Spillertruppen 17/18
| Målvogtere - 01 Monika Waz - 16 Karolina Czyz - 99 Monika Maliczkiewicz Fløjspillere - 03 Adrianna Kurdzielewicz - 06 Kinga Grzyb - 10 Małgorzata Trawczyńska - 55 Agnieszka Jochymek - 0 Adrianna Górna Stregspillere - 24 Zuzanna Ważna - 92 Jovana Milojević | Bagspillere - 0 Alina Wojtas - 0 Klaudia Pielesz - 0 Marta Rosinska - 0 Agata Wasiak - 02 Julia Bilik - 08 Małgorzata Mączka - 09 Karolina Semeniuk-Olchawa - 11 Małgorzata Buklarewicz - 23 Paulina Piechnik - 73 Viktoria Belmas |